# Paepalanthus aequalis
Paepalanthus aequalis är en gräsväxtart som först beskrevs av Vell., och fick sitt nu gällande namn av James Francis Macbride. Paepalanthus aequalis ingår i släktet Paepalanthus och familjen Eriocaulaceae. Inga underarter finns listade i Catalogue of Life.